# Мередит, Марк
Марк Мередит (англ. Mark Meredith; род. 21 августа 1965, Сток-он-Трент, Великобритания) — британский политический деятель, член Лейбористской партии, второй мэр города Сток-он-Трент с 2005 по 2009 год. Кроме того, Мередит известен как открытый гей, чьё имя было в 2008 году включено в список 50 наиболее влиятельных геев в политике Великобритании.
Мередит был избран на свой пост прямым голосованием в ходе первой в своей жизни избирательной кампании — до этого он был рядовым активистом Лейбористской партии и руководителем небольшой фирмы по изготовлению жалюзи. Мередит стал вместе с тем последним непосредственно избранным мэром в истории города, поскольку после реформы муниципального законодательства в Великобритании действовавшая в Сток-он-Трент система разделения властей перестала соответствовать закону, и жители города на референдуме в октябре 2008 г. выбрали другую систему, при которой пост мэра упраздняется, а городской совет выбирает своего руководителя из числа своих членов, — Мередит выразил сожаление по поводу этого решения.
В своём управлении городом Мередит опирался на межпартийную администрацию, из которой, однако, были исключены представители Британской национальной партии, чьи позиции в городе чрезвычайно усилились в последнее время; по мнению независимых наблюдателей, это решение стало ошибкой Мередита, сыгравшей на руку националистам.
Полномочия Мередита истекали в мае 2009 года, однако за два месяца до этого он был арестован по обвинению в содействии коррупции и спустя два дня подал в отставку со всех должностей. В июле 2009 года, однако, полиция заявила о прекращении дела за недостаточностью улик. В 2011 году на новых муниципальных выборах Мередит был избран в состав городского совета Сток-он-Трент.